# 럭비 유니언
럭비 유니언(rugby union 또는 rugby football union)은 럭비의 일종으로, 럭비 리그가 성행하는 몇몇 나라를 제외하고, 대한민국을 포함한 대부분의 나라에서 럭비는 럭비 유니언 방식의 경기를 가리킨다.

## 경기 방식
성인 경기에서 럭비 유니언 경기는 전, 후반 각 40분씩 총 80분 간 진행된다. 주심은 한 명이며, 그 권한은 경기장 내에서 절대적이다. 경기장 밖에는 터치 저지(touch judge)라 불리는 두 명의 경기 임원이 있으며, TV-중계시에는 비디오 감독관(video refree)가 포함되는 경우도 있다. 공식적인 경기는 보통 15명이 한 팀을 구성하며, 7인제 럭비는 7명이 한 팀을 이룬다. 제한된 시간 내에 더 많은 득점을 한 팀이 이기며, 승패를 가리지 못한 경우 연장전을 진행하기도 한다. 경기가 모두 끝나면 주심은 노사이드(No side)를 선언하고 양팀 선수들은 서로의 건투를 빌며 경기를 마치게 된다.

### 경기장

#### 피치 (Pitch)
럭비 유니언 경기가 이루어지는 경기장을 피치(pitch)라고 부른다. 럭비 유니언 피치의 양쪽에는 H-자 모양의 골대가 서 있다. 골대가 있는 선을 골라인(goal line)이라 하고, 골라인과 골라인을 잇는 선을 터치라인(touch line)이라고 한다. 골라인과 평행한 경기장 내에 있는 선들은 게인라인(gain line)이라 하며, 스크럼(Scrum), 럭(Ruck), 몰(Maul) 등이 선언되면 게인라인부터 경기가 재개된다.
골라인과 터치라인 사이의 직사각형 영역을 필드오브플레이(field-of-play)라 하며, 양쪽 골라인 바깥의 영역을 인골(In-goal)이라고 한다. 필드오브플레이와 인골 영역을 합쳐 플레잉 지역(playing area)이라고 부른다. 인골 영역은 10 미터 이상 22 미터 이하이며, 필드오브플레이의 크기는 100 × 70 m 이하이다. 골라인으로부터 경기장 중앙의 하프라인(halfway line)방향으로 22m 지역(The 22)이 있는데, 피치 위에 숫자로 표시되어 있다. 골라인 바깥쪽으로 인골 영역을 둘러싸는 선을 데드볼라인(dead ball line)이라 부르며, 각 라인은 경기장 내부 영역으로 포함되지 않는다.
피치 표면은 아주 딱딱하지 않아야 하며, 럭비는 천연, 인조 잔디 뿐 아니라 모래, 진흙, 눈 위에서도 경기가 가능하다.

#### 골대
골대의 너비는 5.6 미터이며, 높이는 3.4 미터 이상이 되어야 한다. 골대의 두 기둥(골포스트) 사이에는 크로스바가 얹혀져 있는데, 크로스바는 지면으로부터 3 미터 위에 올려져 있다. 선수 보호를 위해 골대의 바깥면에는 패딩(padding)을 부착하기도 한다.

### 공
럭비 유니언에 사용되는 공은 타원형으로 가죽(또는 유사한 물질)으로 만들어진 네 조각을 붙여놓은 모양이다.
- 길이: 280 ~ 300 mm
- 가로둘레: 740 ~ 770 mm
- 세로둘레: 580 ~ 620 mm
- 무게: 410 ~ 460 g
- 내압: 0.67 ~ 0.70 kg/cm3

### 복장과 장비
전통적인 럭비 유니언 유니폼은 옷깃이 달린 형태의 셔츠(즉 "럭비셔츠")와 반바지, 긴 양말과 스터드가 달린 부츠로 구성된다. 추가해서 미트(벙어리 장갑)과 정강이 보호대, 어깨 패드, 그리고 헤드기어를 착용할 수도 있다. 그리고 선수들은 치아 손상에 대비해 입에 마우스피스를 끼울 수도 있다. 여자 럭비의 경우 가슴 보호대도 착용할 수 있다.
하지만, IRB는 다음 복장은 착용을 금지하고 있다. 피로 더럽혀진 것, 날카롭거나 쓸리게 하는 것, 보석 등 장신구, 글러브(손가락이 있는 것), 속을 채운 반바지, 통신장비 등이다. 물론 허용되는 모든 장비는 IRB에서 규정된 것으로 경기감독관과 심판이 허용한 것이어야 한다. 경기 전뿐 아니라 경기 중에라도 심판은 선수가 착용한 복장과 장비를 살펴 상대 선수의 위험을 초래할 수 있는 것들을 제거하도록 요구할 수 있다. 그리고 선수들은 피로 물들지 않는 한 경기 구역에서 착용한 것들을 벗어던질 수 없다.

### 득점 방법
럭비 유니언 경기에서 득점을 하는 방법은 트라이를 하거나 골을 넣는 것이다. 트라이는 공을 인골 지역에 찍는 것(그라운드, ground)을 말하며 5점이 주어진다. 골은 골포스트 사이의 크로스바 위로 공을 차 넘기는 것을 말하며, 다음과 같은 세 유형이 있다.
1. 드롭골(dropped goal): 경기 중에 땅 위에서 튕긴 공을 차 넘기는 것이다. (3점)
2. 페널티골(penalty goal): 상대팀의 반칙으로 반칙을 당한 팀에 주어지는 경우로, 반칙을 당한 위치에서 드롭골을 시도하는 것이다. (3점)
3. 컨버전골(conversion goal): 한 선수가 트라이로 성공하면 그 팀에 추가 득점을 할 기회를 주는데, 드롭킥이나 플레이스킥으로 공을 넘기면 된다.(2점)

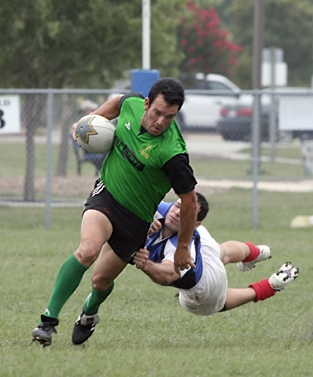
태클을 피해 전진하는 선수

### 경기진행
경기 중에 모든 선수는 온사이드(on side)에 있어야 한다. 어떤 선수가 공을 가진 선수나 플레이 상황에서 마지막까지 공을 소유하고 있던 자기팀 선수보다 앞에 있었다면 오프사이드(off side)가 된다. 오프사이드는 인골 영역에서도 적용된다. 오늘날 축구에서 오프사이드 규칙은 럭비 유니언에서 비롯된 것이다.
럭비 유니언 경기의 가장 큰 특징 중 하나는 절대 앞으로 패스하며 전진할 수 없다는 것이다. 각 팀의 선수들은 공을 들고 앞으로 달려나가면서 상대의 태클을 피해 뒷편의 자기편 선수에게 적절히 패스를 하고 상대편 골을 향해 전진해야 한다.

### 승점 방식
아래 승점 방식은 대다수의 럭비 유니온 리그나 대회에서 적용되는 방식이다.
- 승리 - 5점
- 무승부 - 3점
- 4개 이상의 트라이 - 1점
- 7점 이하의 패배 - 1점

## 세계의 럭비 유니언
럭비 유니언은 영연방 소속 국가 위주로 인기있는 스포츠이다. 특히 영국(잉글랜드, 웨일스, 스코틀랜드, 북아일랜드), 아일랜드, 프랑스, 조지아, 루마니아, 뉴질랜드, 오스트레일리아, 피지, 통가, 사모아, 파푸아뉴기니, 남아프리카 공화국, 나미비아 등에선 가장 인기 있는 스포츠 중에 하나로 꼽히고 있다. 대한민국을 포함해 인도, 싱가포르, 네덜란드, 포르투갈, 스페인, 미국, 우루과이 등의 나라는 꽤 긴 럭비 유니언 역사에도 불구하고 아직 럭비 유니언이 주요 종목의 지위를 얻지는 못하고 있다.
1886년 IRB는 설립된 시점부터 경기 규칙과 국가별 순위를 계속 공표해 왔다. 2008년 현재 IRB에는 95개의 정회원국과 8개의 준회원국으로 구성되어 있으며, IRB 집계에 따르면 6대륙 100여 개 국가에서 럭비 유니언 경기가 행해진다고 한다.

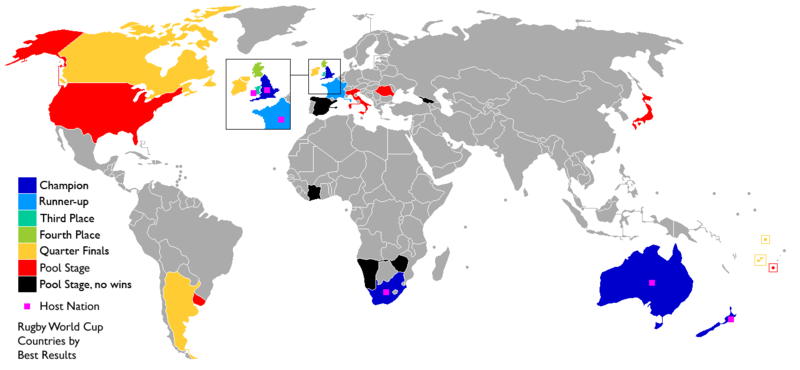
럭비 월드컵 개최국과 각국이 거둔 최고 성적

국제대회로 IRB는 럭비 월드컵, 여자 럭비 월드컵, 럭비 월드컵 세븐스(7인제 럭비 월드컵), 세븐스 월드 시리즈, U-21 럭비 세계 선수권, U-19 럭비 세계 선수권 등을 운영하고 있다. 이 중 세븐스 월드 시리즈를 제외한 나머지 대회의 개최국은 투표로 정해진다. 세븐스 월드 시리즈는 개별 대회를 유치할 몇몇 나라에 접촉해 선정하게 된다.
여자 럭비 유니언의 경우 1891년 뉴질랜드와 1991년 프랑스에서 처음 행해진 후, 다른 여러 나라에서도 행해지고 있는데, 현재 약 80여개 국가에서 여자 럭비 유니언 경기가 이루어지고 있다.
그 밖에 럭비 유니언은 다양한 형태로 변주되어 왔다. 럭비 유니언의 시작이 그러했듯, 럭비 유니언의 가장 큰 매력중 하나는 다양성의 존중이며, 이러한 다양성은 머드 럭비, 스노우 럭비, 초원 럭비등 지역적 특성에 따른 럭비의 다양한 변종을 낳을 수 있는 기반이 되었다.

### 국제 기구
모든 럭비 유니언 경기와 7인제 럭비 등 럭비 유니언에서 파생된 경기들은 더블린에 본부를 두고 있는 국제 럭비 평의회(International Rugby Board, IRB)에서 주관한다. IRB 산하에는 다음 여섯 개의 지역 연맹이 소속되어 있다.
- 아프리카: 아프리카 럭비 연맹 (CAR)
- 아시아: 아시아 럭비 풋볼 연맹 (ARFU)
- 북미·서인도제도: 북미서인도제도 럭비 협회 (NAWIRA)
- 유럽: FIRA - 유럽 럭비 협회 (FIRA-AER)
- 오세아니아: 오세아니아 럭비 연맹 (FORU)
- 남미: 남미 럭비 연맹 (CONSUR)

각국에는 나라별로 럭비협회가 구성되어 있고, 각 나라의 협회는 IRB와 지역별 연맹에 소속되어 있다.

### 주요 국제대회

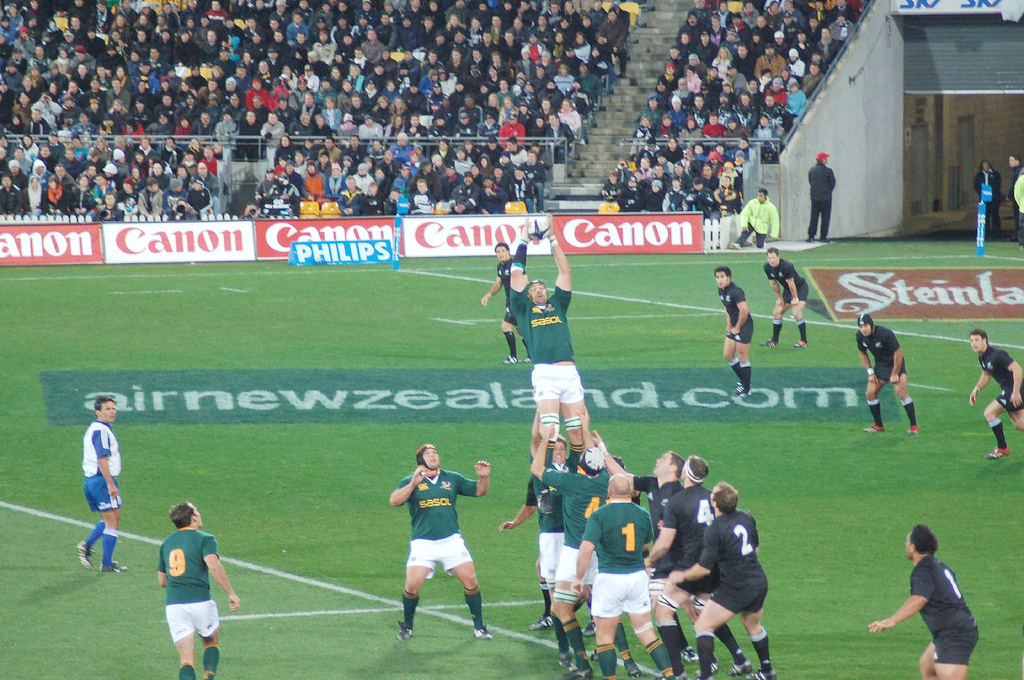
올블랙스와 스프링복 (2006년 트라이 네이션 대회)

가장 중요한 럭비 유니언 대회는 럭비 월드컵이다. 4년마다 열리는 이 대회는 각국 대표팀이 참가하는 가장 권위있는 대회이며, 가장 최근인 2011년 뉴질랜드 대회에선 개최국 뉴질랜드가 프랑스를 8:7로 누르고 우승했다. 이제까지 일곱 번의 럭비 월드컵에서 우승한 나라는 잉글랜드와, 뉴질랜드, 오스트레일리아, 남아공 등 모두 네 나라뿐이다.
북반구(유럽)와 남반구의 럭비 유니언 강팀들은 각각 식스 네이션스와 트라이 네이션스 대회를 치르고 있다. 식스 네이션스(Six Nations)에 포함되는 나라들은 잉글랜드, 스코틀랜드, 웨일스, 아일랜드 등 처음 럭비 유니언을 시작한 홈 네이션스(Home Nations) 4개국과 프랑스, 그리고 최근에 포함된 이탈리아 등 6개국이다. 트라이 네이션스(Tri Nations)는 뉴질랜드, 호주, 그리고 남아공이다. IRB는 2008년부터 아르헨티나를 여기에 추가하려 했지만, 다른 3개국이 2010년까지 트라이 네이션스의 확대를 반대해 가입이 지연되었다. 아르헨티나는 2012년에 첫 출전하여 예상치 못한 강력한 기량을 선보이며 조만간 럭비세계의 지각변동을 예고하고 있다.

## 참고 문헌
- 대한럭비협회 경기규칙위원회 (2003년). “럭비경기규칙” (PDF). 대한럭비협회. 2008년 1월 4일에 확인함.[깨진 링크(과거 내용 찾기)]

## 같이 보기
- 세계 럭비 연맹
- 풋볼
- 럭비
- 럭비 리그
- 7인제 럭비
- 럭비 월드컵